# Conflict of Nations:World War 3
『Conflict of Nations:World War 3』は20世紀終盤から21世紀初頭を舞台とした大規模な軍事ストラテジーゲーム。                                   当ゲームは課金を除きで無料でプレイでき､第三次世界大戦や戦国などの様々なモードがある。このゲームは日本語のほか､英語､ドイツ語､フランス語､中国語でプレイできる。このゲームの特徴は､他の戦争戦略ゲームに比べて時間が非常に遅く流れ､通常モードだと現実世界と同じ速度、つまり移動や戦闘などのすべてのゲーム時間がすべて現実時間と同じように消費される。 また､同時に複数のゲームを進行することができる。このゲームの目標は戦争に勝つことである。

## ゲームのシステム
Conflict of Nations:World War 3はオンラインで行われ､ゲーム内の通貨や研究に使うレア素材､軍隊を動かすために必要な燃料､軍隊や建物を立てるために必要な物資などがある。その他には､構成要素や電子工学が最初から持っており､都市には陸軍基地や空軍基地､海軍基地､軍需産業､軍病院などが建てられる。陸軍基地では歩兵隊や戦車や榴弾隊､海軍基地では､巡洋艦などの攻撃船や空母､空軍基地では､戦闘機や戦闘ヘリコプターなどが生産できる。
当ゲームは最大100人までプレイでき､AIプレイヤーや人間プレイヤーで開始され､連合を作ったり､宣戦布告して他の国を攻めたり､人間プレイヤーにはメッセージを送れたり､記事を書いたりすることもできる。